# Catarina (canção)
"Catarina" é uma canção da cantora brasileira Manu Gavassi, gravada para seu quarto álbum de estúdio, Gracinha (2021). Foi lançada como primeiro single promocional do álbum em 28 de setembro de 2021, através da Universal Music. A canção foi escrita por Gavassi e produzida por Lucas Silveira.

## Lançamento
Após quatro dias do lançamento do seu segundo single do quarto álbum de estúdio, "sub.ver.si.va", Manu Gavassi anuncia no Meus Prêmios Nick 2021 o lançamento de "Catarina", uma música pessoal feita em homenagem a sua irmã mais nova. A música não é promocional ao álbum, apesar de estar inclusa, nem single pertencente à nova era da artista, é uma canção extremamente pessoal direcionada ao seu público e principalmente sua irmã. Em uma publicação em seu Instagram, Gavassi diz "Não tinha intenção nenhuma de lançar por não fazer parte do que eu achava que era esperado na minha carreira [...] Música é música. Arte é arte.".

## Apresentações ao vivo
Gavassi cantou a música pela primeira vez em 28 de setembro de 2021 no Meus Prêmios Nick 2021.

## Históricos de lançamento
| Região | Data                   | Formato                    | Gravadora | Ref   |
| ------ | ---------------------- | -------------------------- | --------- | ----- |
| Mundo  | 28 de setembro de 2021 | Download digital streaming | Universal | [ 4 ] |